# 193
193（百九十三、ひゃくきゅうじゅうさん）は自然数、また整数において、192の次で194の前の数である。

## 性質
- 193は44番目の素数である。1つ前は191で、次は197。
  - 約数の和は194。
- 191と193は14番目に小さな双子素数である。1つ前は(179, 181)、次は(197, 199)。
- (191, 193, 197, 199) は4番目に小さな四つ子素数である。1つ前は(101, 103, 107, 109)、次は(821, 823, 827, 829)。
- 19…93 の形の最小の素数である。次は1993。ただし挟まれた数は無くてもいいとすると最小は13。(オンライン整数列大辞典の数列 A177508)
- 193/71 = 2.718309859…　はネイピア数 e の近似値である。2000以下の2つの素数の比としては最もeに近い値である。
- 193, 194, 195の3連続整数の3辺でできる三角形の面積が整数(16296)となる4番目の組である。1つ前は51, 52, 53、次は723, 724, 725。
- 各位の和(数字和)が13になる13番目の数である。1つ前は184、次は229。
  - 各位の和が13になる数で素数になる4番目の数である。1つ前は157、次は229。(オンライン整数列大辞典の数列 A106755)
  - 各位の和(数字和)が n になる n 番目の数である。1つ前は165、次は257。
- 1/193 は循環節の長さが192の循環小数となる。
  - 循環節が n −1 である巡回数を作る17番目の素数である。1つ前は181、次は223。
  - 逆数が循環小数になる数で循環節が192になる最小の数である。次は386。
  - 循環節が n になる最小の数である。1つ前の191は4473297929、次の193は773。(オンライン整数列大辞典の数列 A003060)
- 193 = 3 × 26 + 1 より19番目のプロス数である。1つ前は177、次は209。
  - 8番目のプロス素数である。1つ前は113、次は241。
  - n = 6 のときの 3 × 2n + 1 の値とみたとき1つ前は97、次は385。(オンライン整数列大辞典の数列 A181565)
  - 193 = 26 × 31 + 1 より13番目のピアポント素数である。1つ前は163、次は257。(オンライン整数列大辞典の数列 A005109)
- 193 = 72 + 122
  - 異なる2つの平方数の和で表せる59番目の数である。1つ前は185、次は194。(オンライン整数列大辞典の数列 A004431)
- 193 = 62 + 62 + 112
  - 3つの平方数の和1通りで表せる67番目の数である。1つ前は192、次は196。(オンライン整数列大辞典の数列 A025321)
- 193 = 13 + 43 + 43 + 43
  - 4つの正の数の立方数の和で表せる42番目の数である。1つ前は191、次は198。(オンライン整数列大辞典の数列 A003327)

## その他 193 に関連すること
- 年始から数えて193日目は7月12日、閏年は7月11日。
- 第193代ローマ教皇はボニファティウス8世（在位：1294年12月24日〜1303年10月11日）である。
- ジョーダン・193は、ジョーダン・グランプリのフォーミュラ1カー。
- 193系の鉄道車両
  - 国鉄193系電車
  - JR東日本キヤE193系気動車
- スカパー!のCh193は、スカチャン193。
- エイベル・P・アップシャー (USS Abel P. Upshur, DD-193) は、アメリカ海軍の駆逐艦。
- ガーフィールド・トーマス (USS Garfield Thomas, DE-193) は、アメリカ海軍の護衛駆逐艦。
- ソードフィッシュ (USS Swordfish, SS-193) は、アメリカ海軍の潜水艦。
- 国際連合加盟国は2011年7月より193ヶ国。